# Tenmu
L'empereur Tenmu (天武天皇, Tenmu Tennō) ou Tenmu tennō, né en 622 ou 631 et décédé le 1er octobre 686 est le quarantième empereur du Japon, selon l'ordre traditionnel de la succession. Il a régné de 672 à sa mort.

## Généalogie
Tenmu était le plus jeune fils de l'empereur Jomei et de l'impératrice Saimei, et le frère cadet de l'empereur Tenji. Son nom personnel était prince Ō-ama. À sa mort, son épouse et nièce lui succède sur le trône et devient l'impératrice Jitō.

## Biographie
Le seul et unique document sur sa vie est le Nihon shoki. Cependant, comme il fut rédigé par son fils le prince Toreni, et que ce travail fut effectué durant les règnes de sa femme et de ses enfants, son impartialité est mise en doute.

### Règne de Tenji
Lorsque son frère aîné monte sur le trône, le prince Ō-ama (le futur empereur Tenmu) devient prince héritier, Tenji n'ayant pas à l'époque de fils approprié, leurs mères n'ayant pas un rang suffisamment élevé pour leur donner le soutien politique nécessaire. Tenji soupçonne que Ō-ama pourrait être assez ambitieux pour tenter de prendre le trône, et ressent la nécessité de renforcer ses allégeances au travers des mariages susmentionnés.
Dans sa vieillesse, Tenji a un fils, le prince Ōtomo, par une concubine de bas rang. Comme Ōtomo n'a que de faibles soutiens au travers de sa parenté maternelle, le sentiment général, à l'époque, est que ce n'est pas une bonne idée d'en faire un héritier, mais Tenji devient obsédé à cette idée. En 671, Ō-ama se sent en danger et abandonne volontairement son titre de prince héritier pour devenir moine. Il se rend dans les montagnes, à Yoshino dans la province de Yamato, officiellement pour rechercher l'isolement. Il prend avec lui ses fils et l'une de ses épouses, la princesse Unonosarara, une fille de Tenji. Il laisse cependant ses autres épouses et concubines à la capitale de l'époque, Omikyō dans la province d'Ōmi (l'actuelle Ōtsu).

### Règne
Un an plus tard, en 672, Tenji meurt et le prince Ōtomo monte sur le trône en tant qu'empereur Kōbun. Ō-ama revient avec une armée pour disputer cette succession à son neveu. Au cours de cet affrontement appelé guerre de Jinshin, l'armée de Kōbun est vaincue et il se suicide. 
En 673, Ō-ama redéplace sa capitale dans la province de Yamato, à Asuka Kiyomihara et monte alors officiellement sur le trône, devenant l'empereur Tenmu. Il fait de Unonosarara son impératrice consort et règne de cette nouvelle capitale jusqu'à sa mort en 686.

## Politique
Dans le Nihon shoki, Tenmu est décrit comme un grand innovateur. Si cette source ne peut être qualifiée de neutre, il semble cependant clair que Tenmu ait renforcé le pouvoir de l'empire, donnant à ses fils les plus hautes places du gouvernement et réduisant ainsi l'influence traditionnelle des puissants clans tels que les clans Ōtomo et Soga. Il réforme le système des kabane, les titres traditionnels de charges officielles et de rangs. Les kabane les plus élevés de la période précédente, omi et muraji, voient leur valeur réduite dans cette nouvelle hiérarchie consistant en huit rangs de kabane. Chaque clan reçoit alors un nouveau kabane en relation avec sa proximité avec la lignée impériale et sa loyauté envers Tenmu.
Tenmu essaya de conserver un équilibre des pouvoirs entre ses fils. Il se rendit à Yoshino avec eux et essaya de les faire coopérer et de s'assurer qu'ils ne se feraient pas la guerre. Cela se révéla inefficace et l'un de ces fils, le prince Ōtsu, fut plus tard exécuté pour trahison après la mort de Tenmu.
La politique étrangère de Tenmu s'orienta en faveur du royaume coréen de Silla, qui prit le contrôle complet de la péninsule coréenne en 676. Après l'unification de la Corée par les Silla, Tenmu décida de rompre toutes relations diplomatiques avec la dynastie Tang de Chine, afin de rester en bons termes avec les Silla.
Tenmu utilisa des structures religieuses pour augmenter l'autorité du trône impérial. Durant son règne, il insista sur le lien entre la maison impériale et le temple d'Ise (dédié à la déesse Amaterasu, censée être l'ancêtre des empereurs du Japon), et plusieurs festivals furent financés aux frais de l'État. Il montra également des faveurs envers le bouddhisme, et fit construire plusieurs temples y compris Yakushi-ji et monastères. D'un autre côté, tous les prêtres, moines et nonnes bouddhistes étaient contrôlés par l'État, et personne n'était autorisé à devenir moine sans son autorisation.
Vers 675, à l'apogée du bouddhisme, il promulgua les premières lois visant à interdire la consommation de viande ainsi que l'usage de certains pièges,.

## Généalogie détaillée
Durant le règne de son frère aîné l'empereur Tenji, Tenmu a été forcé d'épouser plusieurs des filles de Tenji, ce dernier pensant que ces mariages reforceraient les liens politiques entre les deux frères. Les nièces qu'il a épousées incluent les princesses Unonosarara (devenue par la suite l'impératrice Jitō) et Ōta. Tenmu a aussi eu plusieurs autres consorts, dont les pères étaient des membres influents de la cour.
Tenmu a eu beaucoup d'enfants, dont la princesse Tōchi, son prince héritier Kusakabe par la princesse Unonosarara, le prince Ōtsu par la princesse Ōta, et le prince Toreni, qui a compilé le Nihon shoki et été le père de l'empereur Junnin. Par le prince Kusakabe, Tenmu a eu deux empereurs et deux impératrices parmi ses descendants. L'impératrice Shōtoku fut la dernière des dirigeants impériaux descendant de sa lignée.

### Impératrice et consorts
- Princesse Ohota (Ota), sa nièce, née en 643, fille de l'empereur Tenji et de Soga Ochi no Iratsume, morte en 667, dont il eut deux enfants :
  - princesse Ōku, née en 661, première saio du Ise de 673 à 686 ; morte en 701 ;
  - prince Ōtsu, né en 662 et tué en 686, marié à la princesse Yamabe, suicidée en 686, fille de l'empereur Tenji et de Soga Hitachi no Iratsume ;

- princesse Unosarara, sa nièce, née en 645, fille de l'empereur Tenji et de Soga Ochi no Iratsume, mariée en 660, élevée au rang d'impératrice en 672 ; accède au trône en 686 sous le nom de Jitō, dont il eut un enfant :
  - prince Kusakabe, né en 662, désigné héritier en 681, marié à la princesse Abe, sa tante, (661-721), fille de l'empereur Tenji et de Soga Mei no Iratsume, morte en 689 et dont il eut :
    - princesse Hitaka (future impératrice Genshō) ;
    - princesse Kibi, morte en 729 ; mariée au prince Nagaya, fils du prince Takechi (fils de l'empereur Tenmu) et de la princesse Minabe (fille de l'empereur Tenji) ;
    - prince Karu (futur empereur Monmu) ;

- princesse Ohoye, sa nièce, morte en 699 ; fille de l'empereur Tenji et de Oshinumi no Shikobuko no Iratsume ; épouse impériale ; dont il eut deux enfants :
  - prince Naga, mort en 715 ;
  - prince Yuge, mort en 699 ;

- princesse Niitabe, sa nièce, morte en 699 ; fille de l'empereur Tenji et de Abe no Tachibana no Iratsume ; épouse impériale ; dont il eut un enfant :
  - prince Toneri, né en 676, mort en 735 ; marié à Taima no Yamashiro ; dont il eut :
    - prince Mihara ;
    - prince Mishima ;
    - prince Fune ;
    - prince Ikeda ;
    - prince Moribe ;
    - prince Miyura ;
    - empereur Junnin ;

- Fujiwara (Nakatomi) no  Higami no Iratsume, morte en 682 ; fille de Fujiwara Nakatomi no Kamatari ; épouse impériale ; dont il eut un enfant :
  - princesse Tajima, morte en 708; mariée à son demi-frère le prince Takechi (654-696) ;

- Fujiwara (Nakatomi) no  Ioe no Iratsume, fille de Fujiwara (Nakatomi) no Kamatari, épouse impériale ; dont il eut un enfant :
  - prince Niitabe, mort en 735 ;  père de :
    - prince Funado, titré prince héritier en 756 ; tué en 757 ;
    - prince Shioyaki, marié à la princesse Fuwa, morte après 795, fille de l'empereur Shōmu ;

- Soga no Onu No Iratsume, morte en 724 ; fille de Soga no Akae, épouse impériale ; dont il eut trois enfants :
  - prince Hozumi, mort en 715 ;
  - princesse Ki, morte après 647 ;
  - princesse Tagata, morte en 728; princesse vestale d'Ise de 706 à 707; mariée au prince Mutobe ;

- princesse Nukada no Okimi, fille du prince Kagami ; concubine ; épouse impériale ; dont il eut un enfant :
  - princesse Toochi, née en 648 ; mariée au prince Ōtomo (futur empereur Kōbun) ; nommée épouse impériale en 672 ; décédée en 678 ;

- Munakata no Amako no Iratsume, fille de Munakata no kimi Tokuzen ; concubine impériale ; dont il eut un enfant :
  - premier fils : prince Takechi, né en 654, nommé chancelier en 690 ; mort en 696 ; marié à sa demi-sœur la princesse Tajima, morte en 708, fille de l'empereur Tenmu ; marié ensuite à la princesse Minabe, née vers 658, fille de l'empereur Tenji et de Soga Mei no Iratsume ;  père de :
    - prince Nagaya, né en 684, mort en 729 ; marié à la princesse Kibi, morte en 729, fille du prince héritier Kusakabe et de la princesse Abe, dont trois fils ; marié ensuite à Fujiwara no Nagako, fille de Fujiwara no Fuhito et de Kamo no Hime, dont quatre enfants ; marié ensuite à Abe no Otoji, dont une fille ; marié ensuite à la princesse Chinu, dont une fille ; père de :
      - prince Kashiwade, mort en 729 ;
      - prince Katsuragi, mort en 729 ;
      - prince Kagitori, mort en 729 ;
      - prince Asukabe ;
      - prince Kibumi, mort en 757 ;
      - prince Yamashiro, mort en 763 ;
      - princesse Kyosho ;
      - princesse Kamo ;
      - princesse Madokata ;

    - prince Suzuka ;

- Shishibito no Kajihime no Iratsume, fille de  Shishibito no omi Ohomaro ; concubine impériale ; dont il eut quatre enfants :
  - prince Osakabe, mort en 705 ; marié à sa cousine la princesse Asuka, morte en 700, fille de l'empereur Tenji et de Abe Tachibana no Iratsume ;
  - prince Shiki ;
  - princesse Hatsusebe, morte en 741 ; mariée à son cousin le prince Kawajima (659-691), file de l'empereur Tenji et de Oshinumi no Shikobuko no Iratsume ;
  - princesse Taki, morte en 751 ; princesse vestale du Ise-jinju en 698 ; mariée à son cousin le prince Shiki (mort en 716), fils de l'empereur Tenji et de Koshi no Mishi no Iratsume.